# Mekarwangi (Kali Bunder)
Mekarwangi is een bestuurslaag in het regentschap Sukabumi van de provincie West-Java, Indonesië. Mekarwangi telt 2426 inwoners (volkstelling 2010).